# Kurlandzkie Towarzystwo dla Badania Literatury i Sztuki
Kurlandzkie Towarzystwo dla Badania Literatury i Sztuki lub Kurlandzkie Towarzystwo Literatury i Sztuki niem. Die Kurländische Gesellschaft für Litteratur und Kunst – najważniejsze towarzystwo kulturalne w guberni kurlandzkiej, grupowało mieszkańców zainteresowanych literaturą, sztuką i genealogią.

## Historia
Towarzystwo zostało powołane do życia 23 listopada 1815 roku w Mitawie. Dziesięciopunktowy statut datowany na 5 września?/17 września 1816 roku podpisało siedmiu współzałożycieli:
- Heinrich von Offenberg,
- Erns Johann Alexander von Medem,
- Ulrich von Schlippenbach,
- Michał Plater-Zyberk,
- Johann Friedrich von Recke,
- Georg Friedrich von Fölkersahm,
- Karl Wilhelm Cruse.

Został on zatwierdzony 20 grudnia 1816?/1 stycznia 1817 roku przez generała-gubernatora bałtyckiego markiza Filippo Paulucciego. Pierwszym sekretarzem towarzystwa był Karl Wilhelm Cruse, od 1827 roku funkcję tę sprawował Johann Friedrich von Recke. Od 14 listopada 1912 roku do towarzystwa na zwykłych zasadach przyjmowane były również kobiety. Towarzystwo zakończyło swą działalność w 1939 roku.

## Biblioteka Archiwum i Muzeum
Towarzystwo posiadało własną bibliotekę i archiwum. Zorganizowano też bogate Muzeum prowincjonalne. Za czasów caratu działalność towarzystwa nie spotkała się z represjami, natomiast rząd Łotwy z podejrzliwością odnosił się do lokalnych organizacji nieniemieckich. W 1935 roku archiwum Towarzystwa zostało skonfiskowane i przewiezione do Państwowego Archiwum w Rydze. Zbiory są tam do dziś przechowywane i udostępniane.  
Po podpisaniu paktu Ribbentrop-Mołotow rząd III Rzeszy podjął decyzję o ewakuacji Niemców z Litwy, Łotwy i Estonii. 30 października 1939 roku pomiędzy rządem Niemiec i Łotwy podpisano układ na mocy którego Niemcy łotewscy zostali ewakuowani do III Rzeszy. Zawierał on też zgodę na wywiezienie biblioteki Towarzystwa. Ewakuację zakończono 15 grudnia 1939 roku. Zbiory biblioteki trafiły do Wielkopolski i tam pozostały, bo w 1945 roku Niemcy nie zdołali ich ewakuować.  

## Kolekcja Biblioteki Uniwersyteckiej w Toruniu
W zbiorach Biblioteki uniwersyteckiej w Toruniu znalazło się około 1,5 tys. książek pochodzących ze zbiorów biblioteki Towarzystwa. Zostały one w 1946 roku przekazane za pośrednictwem Biblioteki Uniwersyteckiej w Poznaniu. Zbiory te były zdeponowane w Archiwum Archidiecezjalnym w Poznaniu i pochodziły z tzw. Kulturgutsammelstelle der Baltendeutschen. Książki mają naklejone na dole grzbietu drukowane białe, żółte i niebieskie nalepki z charakterystyczną ramką. Na karcie tytułowej są okrągłe pieczątki z tekstem: E Museo Curon[ensi] lub Ex Biblioth. Soc. Lit. Curon[ensis], na niektórych egzemplarzach są one wytłoczone na okładkach w charakterze superekslibrisu. Na podstawie sygnatur można stwierdzić, że biblioteka liczyła ponad 10 tysięcy woluminów.  

## Inne zbiory
Elbląska Biblioteka Cyfrowa udostępnia ze swoich zbiorów numery wiktoriańskiego tygodnika (z 1870-71) All the year round pochodzącego ze zbiorów Towarzystwa. 
Profesor Dariusz Kołodziejczyk opisuje Defter ze zbiorów Archiwum Państwowego w Poznaniu, który Towarzystwo otrzymało w sierpniu 1823 roku od Karla von Livena (1767-1844). Był on honorowym członkiem założycielem Towarzystwa. 

## Cele
Celem towarzystwa było wsparcie w poznawaniu najnowszych trendów światowej sztuki i literatury, jak i propagowanie dzieł kultury powstałych na terenie Imperium Rosyjskiego. Badano też genealogię rycerstwa kurlandzkiego; specjalna sekcja została w tym celu założona 22 lutego 1893 roku. Jednym z celów Towarzystwa było też umacnianie niemieckości krajów nadbałtyckich. 

## Członkowie
Liczebność członków przedstawia poniższa tabela: 
| Rok  | Liczba członków | Liczba członków | Liczba członków                |
| Rok  | honorowych      | miejscowych     | zagranicznych i korespondentów |
| ---- | --------------- | --------------- | ------------------------------ |
| 1820 | 17              | 220             | 220                            |
| 1863 | 17              | 67              | 28                             |
| 1902 | 8               | 317             | 20                             |
| 1914 | 263             | 263             | 263                            |

Członkiem Towarzystwa od 1840 roku był hrabia Edward Raczyński.